# Mark Koks
Mark Koks (9 juni 1965), is een Nederlands oud-atleet, duatleet en triatleet. Hij was tweemaal Europees kampioen duatlon, viermaal Nederlands kampioen wintertriatlon, Nederlands kampioen duatlon en Nederlands kampioen triatlon op de lange afstand. 

## Loopbaan
Zijn eerste Nederlandse titel behaalde Koks in 1989. Toen werd hij Nederlands kampioen op de wintertriatlon. In 1990 werd hij tweede op het EK triatlon op de middenafstand in Trier. Ook behaalde hij een tweede plaats bij de Ironman Europe in Roth achter de Fin Pauli Kiuru. In 1992 won hij de triatlon van Almere in 8:29.08. In datzelfde jaar nam hij deel aan de Ironman Hawaï. Hierbij finishte hij als achttiende in 8:50.42.
Zijn grootste successen behaalde hij op de duatlon. Zowel in 1990 als in 1991 won hij de Europese titel. Hiernaast was hij actief als hardloper. Zo won hij op 19 maart 1989 de Groet uit Schoorl Run in 1:40.10. Ook in 1990, 1992 en 1993 won hij deze wedstrijd, maar dan op de halve marathon (21,1 km).
In 1995 stopte Koks met het doen van triatlons en duatlons en werd hij eigenaar van een fietsenwinkel.

## Titels
- Europees kampioen duatlon: 1990, 1991
- Nederlands kampioen triatlon op de lange afstand: 1992
- Nederlands kampioen wintertriatlon: 1989, 1990, 1992, 1993
- Nederlands kampioen duatlon: 1992

## Palmares

### atletiek
- 1989:  Groet Uit Schoorl Run (30 km) - 1:40.10
- 1990:  Groet Uit Schoorl Run (21,1 km) - 1:08.27
- 1992:  Groet Uit Schoorl Run (21,1 km) - 1:07.27
- 1993:  Groet Uit Schoorl Run (21,1 km) - 1:07.15

### triatlon
- 1990:  EK middenafstand in Trier - 4:03.36
- 1991:  Ironman Europe in Roth - 8:09:58
- 1992:  NK in Almere (1e overall) - 8:29.08
- 1992: 18e Ironman Hawaï - 8:50.42
- 1992: 5e Ironman Europe in Roth - onbekende tijd
- 1993:  EK lange afstand in Embrun - 10:10.12
- 1994:  Ironman Lanzarote - 8:44:22

### wintertriatlon
- 1989:  NK in Assen - 5:16.49
- 1990:  NK in Assen - 5:08.09
- 1992:  NK in Assen - 5:09.40
- 1993:  NK in Assen - 5:03.29

### duatlon
- 1990:  EK in Zofingen - 1:20.18
- 1991:  NK in Nieuwegein - 1:17.10
- 1991:  EK in Birmingham - 1:19.39
- 1992:  NK in Den Dungen - 1:16.38
- 1992:  EK korte afstand in Frankfurt am Main - 2:34.44
- 1994:  NK in Venray - tijd onbekend